# Meta-ethiek
Meta-ethiek reflecteert als filosofische discipline over wat de achtergronden zijn van onze overtuigingen in verband met wat we als het goede beschouwen en hoe we onze levens moeten leiden. Meer bepaald houdt ze zich bezig met de vraag naar de aard en de gronden van deze overtuigingen.
In relatie tot ethiek is meta-ethiek de studie van de concepten, methoden en rechtvaardigingen, alsook van de ontologische vooronderstellingen van de ethiek als filosofisch vakgebied. Meta-ethiek vertrekt ofwel van een interesse in de epistemologie van de ethiek of in metafysica. In het eerste geval zal ze zich bezighouden met vragen over de aard van ethische kennis, bijvoorbeeld door het concept van deugd in de uitspraak Stelen is verkeerd te doorlichten. In het tweede geval stelt ze zich vragen over het bestaan en de aard van ethische eigenschappen, bijvoorbeeld door zich te bezinnen over de predicaten 'goed' en 'kwaad'. Meta-ethiek houdt zich dus niet bezig met de precieze inhoud van ethische theorieën of uitspraken, maar wel bijvoorbeeld of morele oordelen subjectief of objectief zijn. 